# Francica
Francica község (comune) Olaszország Calabria régiójában, Vibo Valentia megyében.

## Fekvése
A megye központi részén fekszik. Határai: Gerocarne, Dinami, Mileto, San Costantino Calabro, San Gregorio d’Ippona, Stefanaconi és Vibo Valentia.

## Története
A települést a 11. században a normannok alapították. Nevét valószínűleg az itt letelepedett frankok után kapta. A középkorban nemesi birtok volt. A 16. században itt zajlott le a campói csata, amelyben Nápolyi Királyságot uraló spanyolok legyőzték a francia hadsereget. Az ezt követő granadai békében a Nápolyi Királyság az végérvényesen a spanyol Aragóniai-ház fennhatósága alá került. Középkori épületeinek nagy része az 1783-as calabriai földrengésben elpusztult. A 19. század elején vált önálló községgé, amikor a Nápolyi Királyságban felszámolták a feudalizmust.

## Népessége
A népesség számának alakulása:

## Főbb látnivalói
- Castello di Mutari
- Palazzo Tavella
- Palazzo Roberto Sarlo
- Palazzo Annunziato Sarlo
- SS. Annunziata-templom